# Ajax eVenture Zlín
Ajax eVenture Zlín byl český futsalový klub ze Zlína. V roce 1993 se klub stal zakládajícím členem první pravidelné celostátní ligy v republice. Premiérový ročník se klubu povedlo vyhrát a získat tak celkově čtvrtý titul mistra republiky (první ligový).

## Získané trofeje
- Československé mistrovství ( 3x )
  - 1974, 1976, 1990[1]
- 1. česká futsalová liga ( 1x )
  - 1993

## Vývoj názvů klubu
Zdroj:
- Ajax Gottwaldov
- 1990 – Ajax Zlín
- 1993 – Ajax Novesta Zlín
- 2000 – Ajax eVenture Zlín

## Umístění v jednotlivých sezonách
Zdroj:
Legenda: Z - zápasy, V - výhry, R - remízy, P - porážky, VG - vstřelené góly, OG - obdržené góly, +/- - rozdíl skóre, B - body, červené podbarvení - sestup, zelené podbarvení - postup, světle fialové podbarvení - přesun do jiné soutěže
| Česko (1993 – 2006) |                           |        |    |    |   |    |     |     |     |    |       |          |
| Sezóny              | Liga                      | Úroveň | Z  | V  | R | P  | VG  | OG  | +/- | B  | P. ZČ | Play-off |
| 1993                | 1. celostátní liga        | 1      | 11 | 9  | 2 | 0  | 64  | 19  | +45 | 20 | 1.    |          |
| 1993/94             | 1. celostátní liga        | 1      | 30 | 22 | 3 | 5  | 139 | 71  | +68 | 47 | 3.    |          |
| 1994/95             | 1. celostátní liga        | 1      | 30 | 15 | 7 | 8  | 101 | 73  | +28 | 52 | 5.    |          |
| 1995/96             | 1. celostátní liga        | 1      | 30 | 18 | 4 | 8  | 151 | 86  | +65 | 58 | 5.    |          |
| 1996/97             | 1. celostátní liga        | 1      | 30 | 24 | 0 | 6  | 164 | 84  | +80 | 72 | 3.    |          |
| 1997/98             | 1. celostátní liga        | 1      | 30 | 5  | 1 | 24 | 86  | 180 | -94 | 16 | 15.   |          |
| 1998/99             | 2. liga – sk. Východ      | 2      | 30 | 10 | 4 | 16 | 117 | 133 | -16 | 34 | 13.   |          |
| 1999/00             | 2. liga – sk. Východ      | 2      | 30 | 9  | 1 | 20 | 104 | 149 | -45 | 28 | 13.   |          |
| 2000/01             | 2. liga – sk. Východ      | 2      | 26 | 3  | 3 | 20 | 85  | 171 | -86 | 12 | 14.   |          |
| 2001/02             | Divize – sk. Jižní Morava | 3      | 30 | 9  | 2 | 19 | 95  | 154 | -59 | 29 | 14.   |          |
| 2002/03             | 1. zlínská okresní třída  | 5      | 22 | 12 | 3 | 6  | 65  | 43  | +22 | 39 | 3.    |          |
| ...                 |                           |        |    |    |   |    |     |     |     |    |       |          |
| 2005/06             | Zlínský okresní přebor    | 5      | 22 | 8  | 0 | 14 | 45  | 67  | -22 | 24 | 7.    |          |